# 广固之战
广固之战，355年（前燕元玺四年）十月至356年（元玺五年）十一月，前燕大司马慕容恪率军围攻广固（今山东省青州市西北）败段龛的作战。
因为后赵内乱、冉魏建立，350年，段部鲜卑首领段兰之子段龛统部众南迁至陈留（今河南省开封市东）。七月，又东迁广固，自称齐王，向东晋称臣，被东晋封为镇北将军。鲜卑慕容氏建立的前燕进入幽州、冀州。前燕国王慕容儁被晋穆帝册封为都督河北军事，幽州、冀州、并州、平州四州牧等职。352年（元玺元年），前燕攻灭石氏、冉魏，地跨幽州、冀州、并州、平州四州，脱离东晋，慕容儁称帝。段龛写信批评慕容儁称帝。段氏据守广固，威胁前燕的统治。
355年十一月，慕容儁决意发兵攻打广固，任命太原王慕容恪为大都督、抚军将军，尚书令阳骛为副将，率军进攻广固。十二月，慕容儁因为广固离自己的核心区域较远，有黄河之隔，于是嘱咐慕容恪：如果段龛过黄河迎战，可暂避兵锋，攻打野王（今河南沁阳）的吕护。燕军至黄河北岸，慕容恪先以轻舟渡河，试探虚实。段龛不采纳其弟段熊抵御燕军于黄河以北的建议。
356年正月，燕军全部渡过黄河，距广固百余里。段龛率军三万人迎战，在淄水战败，其弟段钦被俘，右长史袁范被斩，数千名士卒投靠燕军。段龛逃回广固，闭城固守。燕军在广固城外修高墙挖深沟围困，并招抚广固四周城池。段龛所署徐州刺史王腾等投降慕容恪。广固被围七个月，段龛难以支撑，于是派人向东晋求援，八月，东晋派徐州刺史荀羡前往解围。荀羡行至琅邪，畏惧燕军不敢前进。王腾带军攻打鄄城（今山东鄄城县东北旧城集），荀羡于是进攻阳都（今山东省青岛市黄岛区南），斩杀王腾。十月，广固城内路人相食，无以为守。段龛全军出战，被慕容恪击败，段龛单骑逃回城中。十一月，段龛出降。